# Türkiye Radyo ve Televizyon Kurumu

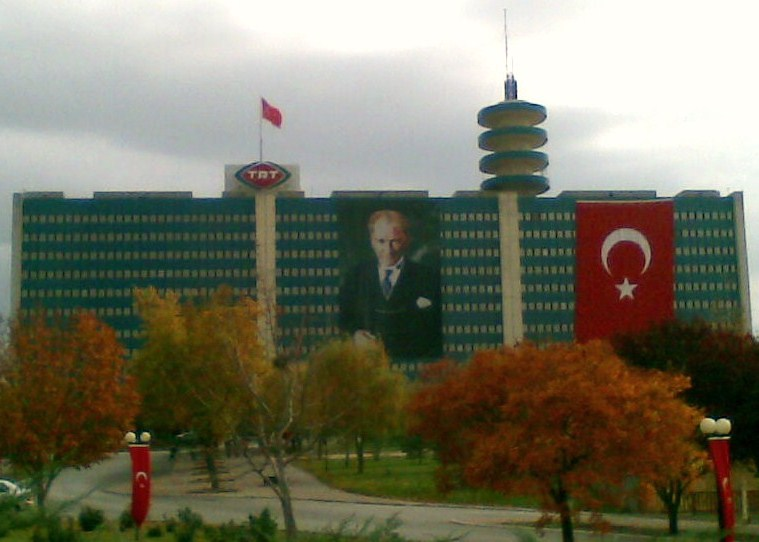
TRT-Sendezentrum in Ankara

Türkiye Radyo ve Televizyon Kurumu (TRT), deutsch Türkische Hörfunk- und Fernsehanstalt, ist die öffentlich-rechtliche Rundfunkgesellschaft der Türkei. Sie wurde 1963 als öffentlich-rechtlicher Sender nach dem Vorbild der britischen BBC gegründet. 1968 wurde das erste Fernsehprogramm eingerichtet. Heute konkurrieren über 15 private landesweite Fernsehprogramme mit den Programmen der TRT, außerdem rund 15 regionale und über 200 lokale Fernsehsender. Bis 1993 existierte offiziell ein Staatsmonopol auf die Ausstrahlung von Radio- und Fernsehprogrammen.
Die TRT steht unter der Kritik der Gleichschaltung. Vorgeworfen wird, ein parteiischer Propagandaapparat der Regierungspartei AKP von Präsident Erdogan zu sein. Vor allem seit dem Putschversuch 2016 wurden im Zuge einer politischen Säuberungswelle zahlreiche Mitarbeiter der TRT entlassen oder zwangsweise in den Ruhestand versetzt. Gemäß der Gewerkschaft Haber-Sen sind 1800 Personen betroffen. Gewerkschaftsmitglieder kritisieren, dass sie psychologischem Druck und Mobbing ausgesetzt sind. Später wurden insgesamt 3000 TRT-Mitarbeiter in andere staatliche Einrichtungen zwangsversetzt und 5000 Mitarbeiter der TRT entlassen.

## Geschichte des Hörfunks
In der Türkei begann das Radiozeitalter Mitte der 1920er-Jahre. Im Februar 1926 wurde das Rundfunkmonopol an die Post übertragen, und im Jahr darauf bekam die Aktiengesellschaft TİTAŞ (Türk Telsiz Telefon Anonim Şirketi), an der auch die Post beteiligt war, eine Sendelizenz bis 1936. Radio Istanbul ging im Mai 1927 auf Sendung (249,8 kHz / Welle 1200 m), Radio Ankara im November 1927 (166,5 kHz / Welle 1800 m). Nach dem Ablauf der Konzession übernahm der Staat 1936 bis 1964 die direkte Kontrolle über den Rundfunk. 1938 stellte Istanbul den Betrieb ein (bis 1943/44 bzw. 1949), und Ankara wechselte entsprechend dem Luzerner Wellenplan auf 183 kHz. 1963 wurde die TRT gegründet.
Bis 1964 wurden die türkischen Radiosender (Ankara Radyosu, İstanbul Radyosu, İzmir Radyosu u. a.) unter der Kontrolle des Staates von der Post betrieben. Mit der Gründung der TRT am 1. Mai 1964 wurden die bestehenden Radiokanäle unter dem Dach der neuen Sendeanstalt als TRT-Radyo vereinigt und zu einem Sender zusammengefasst. TRT-Radyo war ein Vollprogramm mit Wort- und Musiksendungen aller Sparten. 1975 gingen zwei weitere Radionetze unter dem Namen TRT2 und TRT3 auf Sendung. Das erste – bis 1975 einzige Radioprogramm – wurde analog in TRT1 umbenannt. Mit der Gründung des vierten Programms 1987, das unter dem Namen Radyo-4 auf Sendung ging, hat die TRT gleichzeitig ihre Radiokanäle von Vollprogrammen zu Spartenkanälen umgebaut. TRT1, TRT2 und TRT3 wurden in Radyo-1, Radyo-2 und Radyo-3 umbenannt, um sie bezüglich der Namensgebung stärker von den Fernsehkanälen (TRT-1 und TRT-2) abzugrenzen. Radyo-1 wurde zu einem Kultursender und der Musikanteil im Tagesprogramm immer weiter reduziert, bzw. Musiksendungen in den späten Abend gelegt. Radyo-2 wurde zum Nachrichtensender, Radyo-3 brachte laut Programmauftrag v. a. klassische westliche E-Musik und Radyo-4 türkische Volks- und türkische E-Musik. Mit der Umbenennung von Radyo-2 in TRT-fm 1997 ging auch eine Umstellung des Formats des zweiten und damit verbunden beim ersten Programm einher. TRT-fm wurde zu einem Tagesbegleitprogramm für Unterhaltungsmusik der letzten drei Jahrzehnte. Dafür wurde auf Radyo-1 der Programmanteil für Nachrichten und tagesaktuelle Berichterstattung weiter erhöht und ging mehr in die Tiefe. Die vier Radiokanäle haben bis heute ihr seit Ende der neunziger Jahre bestehendes Format kaum verändert. U.a. mit Radyo-Haber, Radyo-6 etc. kamen seither weitere Kanäle hinzu, so dass die TRT im Jahre 2012 neun Inlandsprogramme betreibt.

## Geschichte des Fernsehens

Ehemaliges TRT-Logo

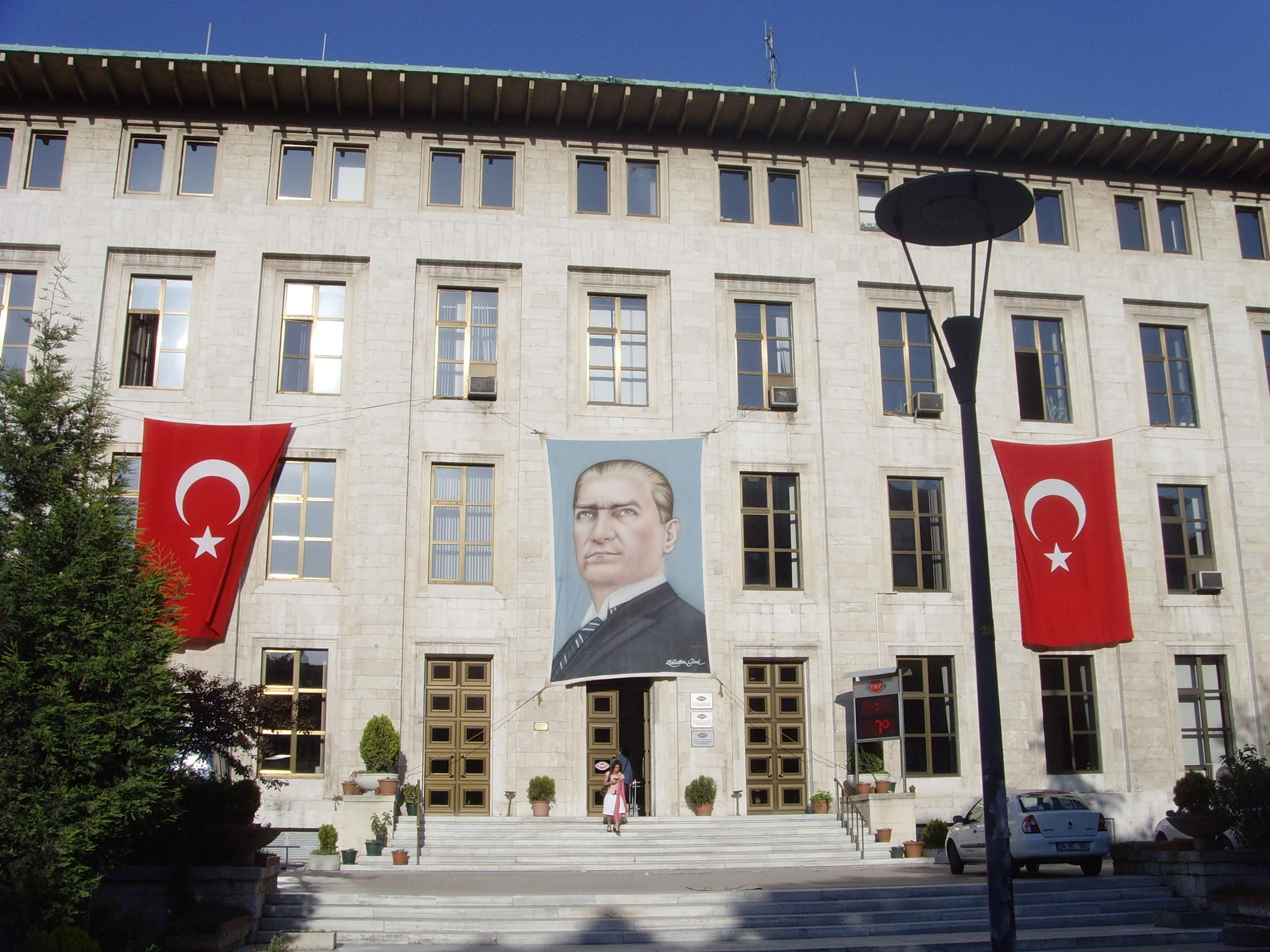
„TRT-Radiohaus“ in Istanbul, mit dem Porträt des Republikgründers Mustafa Kemal Atatürk

In den 1960er Jahren diskutierte die türkische Regierung sehr lange, ob sich Investitionen in das Fernsehen lohnen. Weder ein nationales UKW-Sendenetz für die existierenden Radioprogramme war aufgebaut, noch schienen Finanzressourcen für das Fernsehen vorhanden. Die ersten Testsendungen des Fernsehprogramms von TRT wurden nur in Ankara ausgestrahlt und konnten ca. 1.000.000 Bürger erreichen. Ein Fernsehgerät gehörte aber noch zu den Luxusartikeln, die sich wenige leisten konnten. Die Ballungsräume Istanbul, Izmir, Edirne mussten bis in die siebziger Jahre warten, bis auch dort ein Fernsehsignal ausgestrahlt wurde. Erst 1977 erreichte das Fernsehprogramm 60 % der Bevölkerung. Im gleichen Jahr war die erste Sendung, die das TRT-Fernsehen auch über die staatlichen Programme mehrerer anderer europäischer Länder ausstrahlte, das Internationale Kinderfest am 23. April. Die erste Farbfernsehsendung war die Silvesterabendgala am 31. Dezember 1981. Testprogramme in Farbe folgten und Schwarzweißsendungen wechselten mit Ausstrahlungen in Farbe, darunter die Nachrichtensendungen, der Wetterbericht, das Kinderprogramm und die Ansprachen des Präsidenten. Im Jahr 1984 stellte TRT-TV alle Sendungen auf Farbfernsehen um. Ferner wurde der Sendeschluss nach hinten geschoben und das Programm am Morgen früher aufgenommen.
Am 6. Oktober 1986 wurde neben TRT-TV das Programm TRT-2 in Betrieb genommen, welches von Beginn an 20 % der Bevölkerung erreichte. Es wurde als Kultur- und Kunstprogramm etabliert. 1987 erreichte TRT-TV 95 % und TRT-2 80 % der Bevölkerung. 1989 wurde zusätzlich das Programm TRT-gap in Betrieb genommen, das nach dem Sendeschluss von TRT-2 auf den Kanälen des zweiten Programms Bildungs- und Erziehungsprogramme für Südostanatolien aussendete. Die Studios von TRT-gap wurden von Ankara nach Diyarbakir verlegt und TRT-gap erreichte 60 % der Bevölkerung in der Südosttürkei. Am 10. Oktober 1989 startete das Programm TRT-3 als Programm für Dokumentationen und Parlaments- bzw. Sportübertragungen und für ausländische Filme und Serien. TRT-TV wurde in TRT-1 umgewandelt und strahlte als Vollprogramm türkische Filme, Serien, Nachrichten, Reportagen und TV-Shows aus. Von Oktober 1989 an, betrieb die TRT also TRT-1, TRT-2 (TRT-gap) und TRT-3.
Im Februar 1990 wurde das Programm TRT-int aufgenommen, das sich an die im Ausland lebende türkische Gemeinde in Westeuropa richtete und Programminhalte von TRT-1, -2 und -3 übernahm. An die Sehergruppe im Kaukasus und in Zentralasien richtete die Anstalt ab April 1992 den Kanal TRT-avrasya.
Im Juni 1990 wurde der Bildungs- und Erziehungskanal TRT-4 in Izmir gestartet, der in seiner damaligen Inhaltsform größtenteils bis heute erhalten geblieben ist. Im Jahr 2001 wurde der Sendeschluss abgeschafft, seitdem sendet TRT rund um die Uhr.
Im Januar 2009 nahm mit TRT-6 oder TRT-Şeş (Kurdisch für TRT-Sechs) der erste staatliche kurdischsprachige Sender seinen Betrieb auf. Gesendet wird in Kurmandschi und Zazaisch; arabisch- und persischsprachige Sender sollen folgen. Das kurdischsprachige Programm, das rund um die Uhr ausgestrahlt wird, soll dem populären kurdischen Satellitensender Roj TV mit Sitz in Dänemark Einschaltquoten entziehen. Im Programm sind unter anderem Dokumentar- und Spielfilme, Unterhaltungsprogramme, Nachrichten und kurdisch synchronisierte türkische Seifenopern.

## Finanzierung
Die Finanzierung des öffentlich-rechtlichen Rundfunks erfolgt aus Werbeeinnahmen, Steuern auf Video- und TV-Geräte und einer 2-prozentigen Abgabe aus den Stromeinnahmen des ganzen Landes (deckt etwa die Hälfte der Finanzierung), sowie aus sonstigen Einnahmen, z. B. durch Programmverkäufe. Der Rest wird durch Mittel aus dem Staatshaushalt ausgeglichen.

## Auftrag, Inhalt und Kontrolle

### Gesetzliche Aufträge
Die TRT produziert in erster Linie für die Türkei. Möchte sie Programme, die für das Ausland vorgesehen sind, produzieren, so muss eine Einwilligung von der Staatspräsidentin/dem Staatspräsidenten vorliegen. Im Inland müssen zu den Bereichen Nachrichten, türkische Kultur, Wissenschaft und Kunst „bildende und informative Sendungen“ erfolgen. Die „nationale Kultur“, welche nicht nur die türkische beinhaltet, soll finanziell gefördert werden. Der Anteil von „bildenden und informativen“ Sendungen muss mindestens 40 Prozent der gesamten Sendezeit betragen. Weiter hat die TRT den Auftrag die Grundsätze, Prinzipien und modernen Ideen für die Republik von Mustafa Kemal Atatürk, sowie die Aufgaben des Staates (Vermögen verwalten, „Unabhängigkeit vom Ausland“ ausbauen, „Zusammenhalt und Zufriedenheit des Volkes“ und Gerechtigkeit) den Zuschauern näher zu bringen. Für Sendungen im Ausland müssen in erster Linie die Bürger, welche im Ausland leben, über Beziehungen zwischen der Türkei und ihrem Aufenthaltsort, erfolgreiche Integration und Geschehnisse in der Türkei informiert werden. Weiter soll der türkische Staat und die Republik „vorgestellt“ werden.

### Hoher Rat für Rundfunk und Fernsehen
Der „Hohe Rat für Hörfunk und Fernsehen“ (Radyo ve Televizyon Üst Kurulu, RTÜK) – in etwa vergleichbar den Landesmedienanstalten in Deutschland – ist für medienpolitische Fragen zuständig: Der Rat verteilt die Frequenzen und Sendelizenzen und überwacht die Rechtmäßigkeit der Aktivitäten und die Sendeinhalte der TRT, wie auch der privaten Rundfunk- und Fernsehanbieter. Dabei stehen ihm verschiedene Sanktionsmöglichkeiten zu, die jedoch gerichtlicher Kontrolle unterstehen. Der Rat war nicht zuletzt als Instanz konzipiert, die fundamentalistischen Zirkeln den Weg in die Massenmedien erschweren sollte. Seine neun Mitglieder werden für sechs Jahre vom Parlament gewählt.

## Intendanten

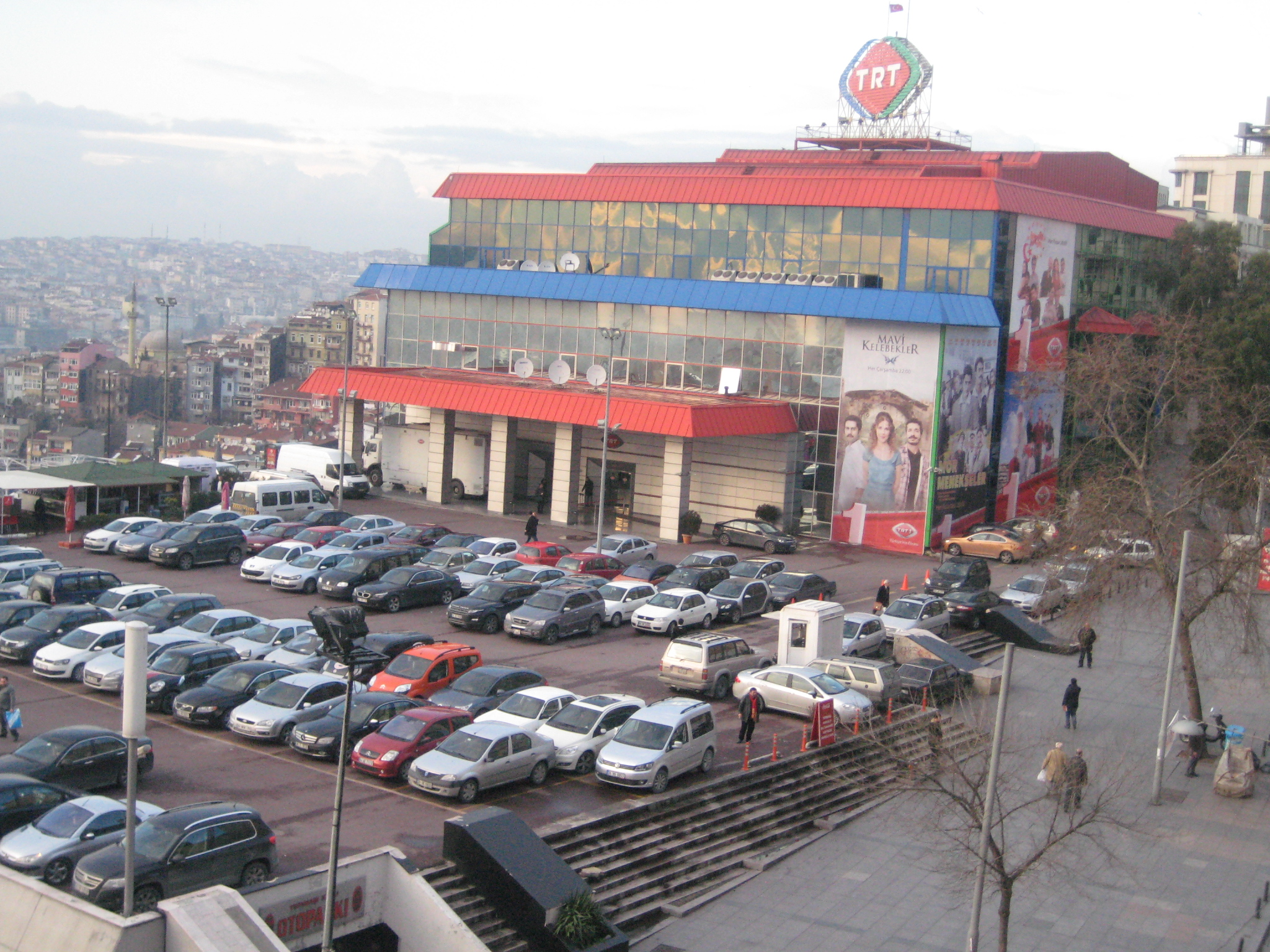
TRT-Studios in der Mesuriyet-Straße in Istanbul

| #  | Name              | von        | bis        |
| -- | ----------------- | ---------- | ---------- |
| 1  | Adnan Öztrak      | 29.04.1964 | 02.06.1971 |
| 2  | Musa Öğün         | 02.08.1971 | 30.08.1973 |
| 3  | İsmail Cem        | 15.02.1974 | 17.05.1975 |
| 4  | Nevzat Yalçıntaş  | 17.05.1975 | 24.11.1975 |
| 5  | Şaban Karataş     | 19.01.1976 | 22.06.1977 |
| 6  | Cengiz Taşer      | 02.05.1978 | 14.11.1979 |
| 7  | Doğan Kasaroğlu   | 14.12.1979 | 20.01.1981 |
| 8  | Macit Akman       | 23.01.1981 | 27.03.1984 |
| 9  | Tunca Toskay      | 28.03.1984 | 28.03.1988 |
| 10 | Cem Duna          | 29.03.1988 | 26.04.1989 |
| 11 | Kerim Aydın Erdem | 10.07.1989 | 10.07.1993 |
| 12 | Tayfun Akgüner    | 16.07.1993 | 09.09.1996 |
| 13 | Yücel Yener       | 18.07.1997 | 10.08.2001 |
| 13 | Yücel Yener       | 10.08.2001 | 24.03.2003 |
| 14 | Şenol Demiröz     | 12.01.2004 | 01.08.2005 |
| 15 | İbrahim Şahin     | 23.11.2007 | 15.09.2014 |
| 16 | Şenol Göka        | 20.10.2014 | 12.05.2017 |
| 17 | Ibrahim Eren      | 10.07.2017 |            |

## Deregulierung
Die TRT musste schwer mit der Deregulierung des Marktes kämpfen, die konkret 1993 die Legalisierung privater Konkurrenz und den Fall des staatlichen Rundfunkmonopols bedeutete. Der Anteil der Werbeeinkünfte fiel von 54 % 1990 auf 3 % 1998. Die Einnahmen durch Werbung liegt auch heute nur bei 5,6 %, jedoch erhält die TRT die 2011 eingeführte Radio- und Fernsehsteuer, welche ihr Einnahmen von über einer Milliarde Türkische Lira generiert.

## Radio
| Logo | Name                                                  | Schwerpunkt |
| ---- | ----------------------------------------------------- | --- |
|      | TRT Radyo 1                                           | Wort-, Kultur- bzw. Informationssendungen und Bildungsprogramme, Hörspiele und Wissenschaftssendungen. Aktiv seit 1927 |
|      | TRT FM                                                | Türkische und europäische populäre Musik, Unterhaltung für erwachsene Zielgruppen, stündlich Nachrichten |
|      | TRT Radyo 3                                           | Ausschließlich europäische und US-amerikanische Musik (Pop, Jazz, Blues, Klassische Musik) |
|      | TRT Nağme                                             | Türkische Kunstmusik |
|      | TRT Türkü                                             | Türkische Volksmusik |
|      | TRT Radyo Haber                                       | Nachrichtensender |
|      | TRT Radyo Kurdî                                       | Nachrichten-, Musik- und Unterhaltungsprogramm für kurdischsprachige Zuhörer in der Türkei, in Syrien, in Irak und Iran |
|      | TRT Memleketim FM                                     | (Memleket heißt auf Deutsch Heimatland) Einblicke in das Leben von türkischen Bürgern. Interviews mit Bauern, Produzenten, Geschäftsleuten, Künstlern etc. Auch Sendungen zu den verschiedenen Regionen und Provinzen der Türkei. |
|      | TRT TSR (Türkiye'nin Sesi Radyosu = Voice of Türkiye) | Radiosender für Türken im Ausland |
|      | TRT VOT World (Voice of Türkiye)                      | Fremdsprachiger Auslandsdienst in 34 Sprachen: Englisch, Deutsch, Französisch, Italienisch, Spanisch, Portugiesisch, Ungarisch, Rumänisch, Bulgarisch, Bosnisch/Kroatisch/Serbisch, Albanisch, Mazedonisch, Griechisch, Arabisch, Swahili, Hausa, Persisch, Dari/Paschtu/Südusbekisch, Urdu, Russisch, Georgisch, Armenisch, Aserbaidschanisch, Turkmenisch, Usbekisch, Kasachisch, Kirgisisch, Tatarisch, Uigurisch, Chinesisch. Japanisch und Malaiisch sind entfallen. Die einstündige deutschsprachige Sendung (bis 2022 Die Stimme der Türkei, dann Die Stimme Türkiyes) ist um 9:00, 13:30, 19:30 und 1:00 Uhr auf VOT World zu hören; Podcast via WWDXC. |
|      | TRT VOT West (Voice of Türkiye)                       | Fremdsprachiger Auslandsdienst in 34 Sprachen: Englisch, Deutsch, Französisch, Italienisch, Spanisch, Portugiesisch, Ungarisch, Rumänisch, Bulgarisch, Bosnisch/Kroatisch/Serbisch, Albanisch, Mazedonisch, Griechisch, Arabisch, Swahili, Hausa, Persisch, Dari/Paschtu/Südusbekisch, Urdu, Russisch, Georgisch, Armenisch, Aserbaidschanisch, Turkmenisch, Usbekisch, Kasachisch, Kirgisisch, Tatarisch, Uigurisch, Chinesisch. Japanisch und Malaiisch sind entfallen. Die einstündige deutschsprachige Sendung (bis 2022 Die Stimme der Türkei, dann Die Stimme Türkiyes) ist um 9:00, 13:30, 19:30 und 1:00 Uhr auf VOT World zu hören; Podcast via WWDXC. |
|      | TRT VOT East (Voice of Türkiye)                       | Fremdsprachiger Auslandsdienst in 34 Sprachen: Englisch, Deutsch, Französisch, Italienisch, Spanisch, Portugiesisch, Ungarisch, Rumänisch, Bulgarisch, Bosnisch/Kroatisch/Serbisch, Albanisch, Mazedonisch, Griechisch, Arabisch, Swahili, Hausa, Persisch, Dari/Paschtu/Südusbekisch, Urdu, Russisch, Georgisch, Armenisch, Aserbaidschanisch, Turkmenisch, Usbekisch, Kasachisch, Kirgisisch, Tatarisch, Uigurisch, Chinesisch. Japanisch und Malaiisch sind entfallen. Die einstündige deutschsprachige Sendung (bis 2022 Die Stimme der Türkei, dann Die Stimme Türkiyes) ist um 9:00, 13:30, 19:30 und 1:00 Uhr auf VOT World zu hören; Podcast via WWDXC. |
|      | TRT Bölge Radyoları                                   | Regionalradios (TRT Antalya Radyosu, TRT Çukurova Radyosu, TRT GAP Diyarbakır Radyosu, TRT Trabzon Radyosu, TRT Erzurum Radyosu) |

## Fernsehen
| Logo | Name         | Schwerpunkt |
| ---- | ------------ | --- |
|      | TRT 1        | öffentlich-rechtliches Vollprogramm (seit 1968) |
|      | TRT 2        | Kulturorientiertes Vollprogramm (seit 2019) |
|      | TRT 3        | Kanal, der die Parlamentssitzungen der Nationalversammlung (TBMM) überträgt (seit 1989) |
|      | TRT World    | Englischsprachiger Kanal mit Nachrichten und Dokumentationen (seit 2015) |
|      | TRT Haber    | Türkischsprachiger Kanal mit Nachrichten (seit 2010) |
|      | TRT Spor     | Sport (seit 2011) |
|      | TRT Spor     | Sport. Nachdem TRT Spor immer mehr Zuschauer verzeichnete, wurde entschieden einen zweiten Kanal einzurichten, um mehr Sportprogramme senden zu können. (seit 2019)                                                                    |
|      | TRT Avaz     | Förderung der türkischen Sprache und Kultur. Das Programm ist auf jede türkische Sprache verfügbar (Aserbaidschanisches Türkisch, Turkmenisch, Usbekisch, Kirgisisch, Kasachisch, Tatarisch und Uigurisch), sowie Bosnisch (seit 2009) |
|      | TRT Çocuk    | Fernsehsender für Kinder (seit 2008) |
|      | TRT Belgesel | Dokumentationen (seit 2009) |
|      | TRT Müzik    | Musik, hauptsächlich türkische Musik (2009) |
|      | TRT Türk     | Sender für die türkische Diaspora im Ausland (2001) |
|      | TRT Kurdi    | Sender für Kurdischsprachige in der Türkei, in Syrien, in Irak und Iran (seit 2008) |
|      | TRT Arabi    | Sender für Arabischsprachige im Nahen Osten und Nordafrika (seit 2010) |

## Online-Auftritt

### Voice of Turkey Websites (VOT)
Seit dem April 2015 betreibt TRT Websites in folgenden 41 Sprachen: Albanisch, Arabisch, Armenisch, Aserbaidschanisch, Bosnisch, Bulgarisch, Chinesisch, Dari, Deutsch, Englisch, Französisch, Georgisch, Griechisch, Italienisch, Kasachisch, Kirgisisch, Kroatisch, Makedonisch, Paschtu, Persisch, Rumänisch, Russisch, Spanisch, Serbisch, Tatarisch, Türkisch, Turkmenisch, Ungarisch, Urdu, Usbekisch, Usbekisch (Afghanische Variante) und Uigurisch. Der Aufbau der Website ist bei jeder Sprache identisch (die türkische Website ist separat und ausführlich) und beinhaltet Nachrichten aus der Türkei und dem Land, in dem die ausgewählte Sprache gesprochen wird. Weiter auch Informationen zur Türkei.

### TRT İzle
TRT İzle ist eine Plattform, wo sämtliche bereits ausgestrahlte Serien und Filme abgelegt werden. Interessierte können dort verpasste Sendungen nachschauen. Sämtliche Fernsehsender- und Radiosender werden live übertragen. Im März 2020 ist die App erschienen.
EBA TV, ein Projekt des Ministeriums für Nationale Bildung der Türkei, wurde in die App integriert, nachdem wegen der Coronakrise in der Türkei sämtliche Schulen geschlossen worden waren. Damit konnte der Fernunterricht angeboten werden.

### Nachrichten
2013 hatte das Projekt des Außenministeriums der Türkei begonnen, eine Nachrichtenplattform aufzubauen, die die Turkvölker und die Bevölkerung muslimischer Länder mit einbezieht. Dabei sollten Nachrichten und Dokumentation aus der ganzen Welt gezeigt werden, aber zusätzlich auch die der Turkvölker, da diese laut dem Außenministerium zu wenig zur Geltung kämen. Als Vorbilder dienten Al Jazeera, RT und CNN. 2015 nahm TRT World dann den Betrieb auf. TRT World hat für ihre Zielgruppen entsprechend verschiedene Plattformen, die sie nutzt. Für die Zuschauer, welche älter als 30 Jahre sind, betrieb sie einen Fernsehsender und eine Website, wo dieselben Nachrichten schriftlich verfügbar sind. Für das jüngere Publikum wurde ein Youtube-Kanal und eine Instagram-Seite eingerichtet.
TRT World wurde immer weiter ausgebaut. Laut eigenen Angaben hatte TRT World 2017 bereits durchschnittlich 79 Millionen Zuschauer pro Tag. Da TRT World das eigene Ziel von 45 Millionen Zuschauern bei weitem erreicht hatte, begannen die Arbeiten für TRT Arabi und TRT Deutsch, welche nach dem Vorbild von TRT World in Arabisch und Deutsch Nachrichtensender würden. TRT Arabi wurde bereits umgewandelt, der Außenauftritt wurde angepasst. TRT Deutsch hat im Dezember 2019 mit der Beta-Phase gestartet, hat jedoch keinen Fernsehsender.

### Soziale Medien
Auf Youtube betreibt die TRT einen Kanal, auf dem, analog zu TRT TV, Serien nachträglich hochgeladen werden. Die verschiedenen TRT Sender haben meist auch noch einen Youtube-Kanal, der dann jeweils die spezifischen Fernsehprogramme hochlädt (z. B. TRT 1, TRT World und TRT Belgesel).
Auf Instagram sind ebenfalls die meisten TRT Sender vertreten. Instagram wird aber eher für genutzt, um auf kommende Sendungen hinzuweisen, spannende Auszüge aus Programmen hochzuladen und Neuigkeiten zu verbreiten.

## Ehemalige Kanäle
Radio
- TRT-Turizm Radyosu: Tourismussender mit Programmen in Deutsch, Englisch, Französisch, Griechisch und Russisch (eingestellt 2008).
- TRT-Avrupa-FM: Auslandsradio, das sich an türkischstämmige Migranten in Westeuropa richtete; ersetzt durch TRT Memleketim FM.

Fernsehen
- TRT-int: Vollprogramm für die türkischstämmigen Bürger westeuropäischer Staaten und Nordamerikas. Wurde von TRT Türk abgelöst.
- TRT-avrasya: Vollprogramm für die Staaten Vorder- und Zentralasiens. Wurde von TRT Avaz abgelöst.
- TRT Okul: War eine Zusammenarbeit mit der Anadolu-Universität. Lehrfilme für die Fächer Biologie, Chemie, Physik, Mathematik, Geografie, Geschichte und Türkische Sprache und Kultur, die im Unterricht verwendet werden können, wurden produziert. Im Februar 2019 von TRT EBA TV abgelöst (EBA: Eğitim Bilişim Ağı).[18]